# Graphiurus rupicola
Graphiurus rupicola is een zoogdier uit de familie van de slaapmuizen (Gliridae). De wetenschappelijke naam van de soort werd voor het eerst geldig gepubliceerd door Thomas & Hinton in 1925.

## Voorkomen
De soort komt voor in Namibië, Zuid-Afrika en mogelijk Angola.